# Liste der Bodendenkmäler in Böbrach
Auf dieser Seite sind die Bodendenkmäler in der niederbayerischen Gemeinde Böbrach zusammengestellt. Diese Tabelle ist eine Teilliste der Liste der Bodendenkmäler in Bayern. Grundlage ist die Bayerische Denkmalliste, die auf Basis des Bayerischen Denkmalschutzgesetzes vom 1. Oktober 1973 erstmals erstellt wurde und seither durch das Bayerische Landesamt für Denkmalpflege geführt wird. Die folgenden Angaben ersetzen nicht die rechtsverbindliche Auskunft der Denkmalschutzbehörde.

## Bodendenkmäler der Gemeinde Böbrach

### Bodendenkmäler im Ortsteil Böbrach
| Lage               | Objekt | Akten-Nr.     | Bild |
| ------------------ | --- | ------------- | ---- |
| Böbrach (Standort) | Mittelalterlich-frühneuzeitlicher Erdstall. | D-2-6944-0027 |      |
| Böbrach (Standort) | Mittelalterlich-frühneuzeitliche Wüstung Hammermühl. | D-2-6944-0031 |      |
| Böbrach (Standort) | Untertägige Befunde der frühen Neuzeit im Bereich der Dorfkapelle in Katzenbach, darunter die Spuren von Vorgängerbauten bzw. älteren Bauphasen.                                                                                    | D-2-6944-0033 |      |
| Böbrach (Standort) | Untertägige Befunde der frühen Neuzeit im Bereich der ehemalige Bergwerkskirche St. Maria Magdalena in Maisried, darunter die Spuren von Vorgängerbauten bzw. älteren Bauphasen.                                                    | D-2-6944-0036 |      |
| Böbrach (Standort) | Untertägige Befunde des Mittelalters und der frühen Neuzeit im Bereich der Katholischen Pfarrkirche St. Nikolaus mit zugehörigem aufgelassenen Friedhof in Böbrach, darunter die Spuren von Vorgängerbauten bzw. älteren Bauphasen. | D-2-6944-0049 |      |
| Böbrach (Standort) | Untertägige Befunde der frühen Neuzeit im Bereich der Wolfgangskapelle bei Böbrach, darunter die Spuren von Vorgängerbauten bzw. älteren Bauphasen.                                                                                 | D-2-6944-0050 |      |
| Böbrach (Standort) | Spätmittelalterlich-frühneuzeitliche Goldseifenhügel. | D-2-6944-0052 |      |